# ヘンウェン
ヘンウェン（Henwen、「老白」の意）は、ウェールズの神話に登場する雌豚で、ウェールズの三題詩 によれば、穀物と蜜蜂をもたらす豊穣の豚であるかわりに、災禍であるキャスパリーグという怪猫も生み落した。この猫はのちにアーサー伝説のケイ卿もしくはアーサー王 自身と戦っている

## 文学
三題詩「ブリテン島の三人の強大な豚飼いたち」によれば、この雌豚の飼育を担当したのはコス・ヴァブ・コスヴリュイ(?)(ウェールズ語: Coll fab Collfrewy)という名の豚飼いで、ダスゥィル・ダスベン(?)(Dallwyr Dallben (またはDallweir))のお抱えであったが、異本によれば、ダスゥィルは、コーンウォルに自分の名を冠した谷(英語: Glen of Dallwyr)を領していた。つまりは豚も豚飼いも、元はコーンウォルに住んでいた。この雌は懐胎していて出産がせまっていたが、もしこれを許せばブリテン島は不幸に祟られるだろうという託宣が出たので追われ、ヘンウェンはコーンウォルのアウスティーン岬(Penrhyn Awstin)で海に突入した。。雌豚はやがてウェールズ南端に上陸し、グウェント王国の分領グウェント・イス＝コイド(?)(Gwent Is-coed)の Aber Tarogi という地に現れた。

雌豚ヘンウェンはこの後、さまざまウェールズを北上しながら縦断し、土地ごとに、あるいは豊穣の、あるいは弊害の生物をもたらした：. 
- グウェントの麦畑 (Maes Gwenith) では、小麦の粒とミツバチを、
- ペンブロークの Llonion では、一粒の大麦とミツバチ/小麦/小ブタ[5]を、
- アルヴォン（英語版）の Lleyn では ライ麦[6]を、
- エレリ（英語版） ( スノードニア)の Cyferthwch 丘では、狼の子と鷲のヒナを、
- アルヴォンの Llanfair の黒岩 (Maen Du)の下で子猫を誕生させた。

オオカミとワシは名士にもらわれたものの、「もらった者にとってはかえってあだ(害)となった」 。豚飼いは、子猫をとってアルヴォンのメナイ海峡に投げすてた。海峡を隔てたアングルシー島(ウェールズ語モーン。ラテン式モーナ）のパリーグの息子ら兄弟が拾い育てた猫は、害なす災禍キャスパリーグとなってしまった。
タリエシンの書の一篇「馬の歌」)(Canu y Meirch (Song of the Horses)、または第一行をとって"Torrit anuyndawl"とも) にはHenwynという名の馬が登場する。

## 参照
- cy:Hwch Ddu Gwta
- トロイント(ネンニウスのラテン語史で、アーサーが追ったイノシシ)
- トゥルッフ・トゥルウィス(ウェールズ語: Twrch Trwyth)(『キルッフとオルウェン』アーサーが追ったイノシシ)
- エスキスエルウィン(ウェールズ語: Ysgithrwyn)(『キルッフとオルウェン』のイノシシ)